# キーオン・ケラ
- キオーニ・ケラ
- ケオーニ・ケラ
- キーオニー・ケラ

キーオン・コール・ケラ（Keone Cole Kela, 1993年4月16日 - ）は、アメリカ合衆国カリフォルニア州ロサンゼルス出身（ワシントン州シアトル育ち）のプロ野球選手（投手）。右投右打。MLBのシカゴ・ホワイトソックス傘下所属。愛称は"キー"（"Key"）他（後述）。
NPBでの登録名はキオーニ・ケラ。

## 経歴

### 少年時代
ケラが出生したとき、まだ母は16歳、父は15歳だった。ケラの生まれはロサンゼルスだが、彼の父の祖先のルーツはハワイにある。祖父母はカウアイ島のケウカハ出身であり、そこでケラはプヒ湾やヒロでの生活を夏に過ごした。
ワシントン州のハイライン高等学校、ワシントン州シアトルのチーフ・シールスインターナショナルハイスクールに進学した。
2011年のMLBドラフト29巡目（全体873位）でシアトルマリナーズから指名されるも、署名せず、エバレット・コミュニティカレッジに進む。そこで彼は1年間大学野球をした。

### プロ入りとレンジャーズ時代

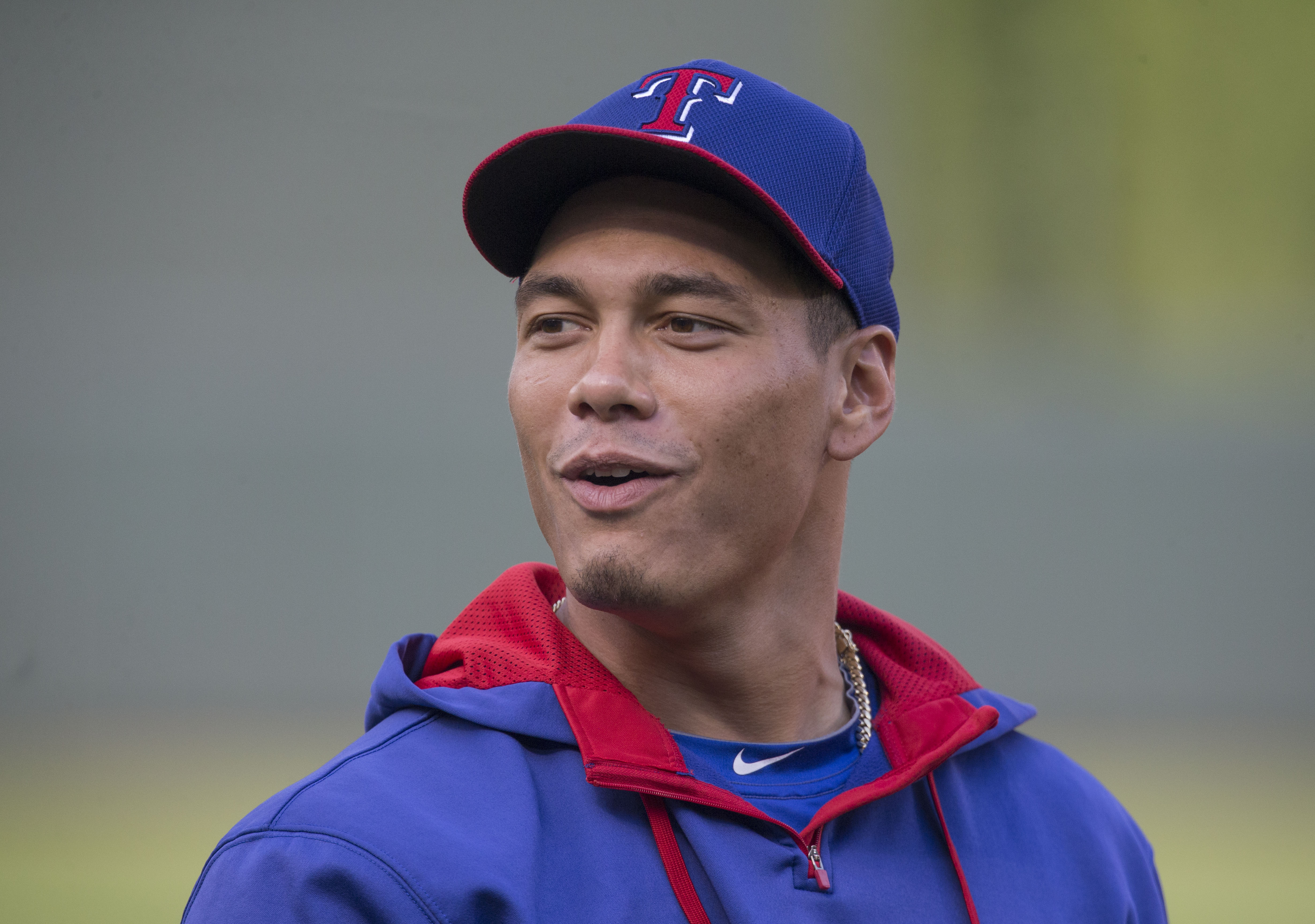
テキサス・レンジャーズ時代
(2015年7月1日)

2012年のMLBドラフト12巡目（全体396位）でテキサス・レンジャーズから指名され、プロ入り。契約後、傘下のルーキー級アリゾナリーグ・レンジャーズでプロデビュー。9試合に登板して0勝1敗、防御率1.59、15奪三振を記録した。
2013年はルーキー級アリゾナリーグ・レンジャーズ、A-級スポケーン・インディアンス、A級ヒッコリー・クロウダッズでプレーし、3球団合計で27試合に登板して5勝4敗3セーブ、防御率3.46、52奪三振を記録した。オフにはアリゾナ・フォールリーグに参加し、サプライズ・サグアロスに所属した。
2014年はA+級マートルビーチ・ペリカンズとAA級フリスコ・ラフライダーズでプレーし、2球団合計で44試合に登板して2勝2敗10セーブ、防御率2.02、68奪三振を記録した。
2015年はスプリングトレーニング時は招待選手だったが、開幕はメジャーの25人枠で迎えた。開幕2戦目の4月7日のオークランド・アスレチックス戦でメジャーデビューし、1回を無失点に抑え、ホールドを記録した。5月2日の同カードでメジャー初勝利を挙げた。6月18日のロサンゼルス・ドジャース戦では痛恨のサヨナラボークを犯した。ルーキーながらリリーフ陣の中心的存在として大車輪の活躍を見せ、68試合の登板で防御率2.39、7勝5敗と勝ち越した。また、投球イニングを超える奪三振率10.1という素晴らしい成績だった。なお、68試合はチーム2位の登板試合数だった。
2016年は35試合にリリーフ登板したが、防御率6.09、WHIP1.38と投球内容は芳しくなかった。ただ勝ち運に恵まれ、5勝1敗を挙げた。また、三振奪取能力に磨きがかかり、奪三振率は11.9まで上昇した。
2017年オフには中国のMLBディベロップメント・センターを訪問した。

### パイレーツ時代
2018年7月31日にテイラー・ハーン及び後日発表選手とのトレードで、ピッツバーグ・パイレーツへ移籍した。
2019年7月30日のシンシナティ・レッズ戦で、7回にデレク・ディートリックに対して頭部を狙った危険球を投じ、その後9回にレッズの選手に向かってヤジを飛ばしたことからアミール・ギャレットが激昂し殴り掛かったことから乱闘に発展し、退場処分を受けた。8月1日にMLBより10試合の出場停止と罰金の処分を受けた。
2020年オフの10月28日にFAとなった。

### パドレス時代
2021年2月18日にサンディエゴ・パドレスと単年契約を結んだ。シーズンでは開幕から12試合に登板していたが、5月19日に右肘のトミー・ジョン手術を受けることが報じられ、残りシーズンを全休する見込みとなった。

### ダイヤモンドバックス傘下時代
2022年3月16日、アリゾナ・ダイヤモンドバックスとマイナー契約を結んだ。7月にルーキー級のアリゾナ・コンプレックスリーグ・ダイヤモンドバックスで実戦に復帰。3試合に登板した後、AAA級リノ・エーシズに昇格したが、9試合の中継ぎ登板で防御率5.00に終わり、8月31日にリリースされた。

### ドジャース傘下時代
2022年9月1日、ロサンゼルス・ドジャースとマイナー契約を結んだ。AAA級のオクラホマシティ・ドジャースに送られ、7試合に登板するも、防御率6.75と結果を残せなかった。オフの10月10日にFAとなった。

### ヤクルト時代
2022年12月21日、東京ヤクルトスワローズに入団することが発表された。背番号は11。登録名はキオーニ・ケラ。
2023年は、イースタン・リーグでは15試合に登板したが、0勝2敗3セーブ、防御率7.71と結果を残せず、一軍での登板が一度もないまま7月13日に自由契約公示された。

### オウルズ時代
2024年2月6日、メキシカンリーグに所属するドスラレドス・オウルズへの入団が発表された。シーズンでは42試合に登板して40奪三振を記録したが、7月23日に制限リストに登録された。なお、オフにはドミニカとメキシコのウィンターリーグに参加し、それぞれアギラス・シバエーニャスとトマテロス・デ・クリアカンに所属した。

### ホワイトソックス傘下時代
2025年4月16日にシカゴ・ホワイトソックスとマイナー契約を結び、翌17日にルーキー級アリゾナ・コンプレックスリーグ・ホワイトソックスに配属された。

## 人物
愛称は"ケ"（"Ke"）、"キー"（"Key"）、"ジャーべ"（"Llave"）がある。キーは鍵を意味しており、ジャーべも鍵のスペイン語である。2017年のプレイヤーズ・ウィークエンドでは"ケ"（"Ke"）、2018年のプレイヤーズ・ウィークエンドでは"キー"（"Key"）、2019年のプレイヤーズ・ウィークエンドでは"ジャーべ"（"Llave"）を背ネームに使用し、2020年には鍵の絵文字を背ネームに使用したいと言及していたが、2019年を最後にプレイヤーズ・ウィークエンドは開催されておらず、実現していない。

## 詳細情報

### 年度別投手成績
| 年 度    | 球 団    | 登 板 | 先 発 | 完 投 | 完 封 | 無 四 球 | 勝 利 | 敗 戦 | セ 丨 ブ | ホ 丨 ル ド | 勝 率 | 打 者 | 投 球 回 | 被 安 打 | 被 本 塁 打 | 与 四 球 | 敬 遠 | 与 死 球 | 奪 三 振 | 暴 投 | ボ 丨 ク | 失 点 | 自 責 点 | 防 御 率 | W H I P |
| -------- | -------- | ----- | ----- | ----- | ----- | -------- | ----- | ----- | -------- | ----------- | ----- | ----- | -------- | -------- | ----------- | -------- | ----- | -------- | -------- | ----- | -------- | ----- | -------- | -------- | ------- |
| 2015     | TEX      | 68    | 0     | 0     | 0     | 0        | 7     | 5     | 1        | 22          | .583  | 243   | 60.1     | 52       | 4           | 18       | 0     | 0        | 68       | 6     | 1        | 18    | 16       | 2.39     | 1.16    |
| 2016     | TEX      | 35    | 0     | 0     | 0     | 0        | 5     | 1     | 0        | 15          | .833  | 150   | 34.0     | 30       | 6           | 17       | 0     | 3        | 45       | 2     | 1        | 23    | 23       | 6.09     | 1.38    |
| 2017     | TEX      | 39    | 0     | 0     | 0     | 0        | 4     | 1     | 2        | 11          | .750  | 151   | 38.2     | 18       | 4           | 17       | 1     | 1        | 51       | 1     | 1        | 12    | 12       | 2.79     | 0.91    |
| 2018     | TEX      | 38    | 0     | 0     | 0     | 0        | 3     | 3     | 24       | 0           | .500  | 152   | 36.2     | 28       | 3           | 14       | 1     | 0        | 44       | 4     | 2        | 14    | 14       | 3.44     | 1.15    |
| 2018     | PIT      | 16    | 0     | 0     | 0     | 0        | 0     | 1     | 0        | 4           | .000  | 60    | 15.1     | 10       | 2           | 5        | 1     | 0        | 22       | 2     | 0        | 5     | 5        | 2.93     | 0.88    |
| '18計    | PIT      | 54    | 0     | 0     | 0     | 0        | 3     | 4     | 24       | 4           | .429  | 212   | 52.0     | 38       | 5           | 19       | 2     | 0        | 66       | 6     | 2        | 19    | 19       | 3.29     | 1.10    |
| 2019     | PIT      | 32    | 0     | 0     | 0     | 0        | 2     | 0     | 1        | 6           | 1.000 | 119   | 29.2     | 19       | 3           | 11       | 0     | 1        | 33       | 1     | 0        | 7     | 7        | 2.12     | 1.01    |
| 2020     | PIT      | 3     | 0     | 0     | 0     | 0        | 0     | 0     | 0        | 0           | ----  | 10    | 2.0      | 3        | 1           | 1        | 0     | 0        | 3        | 0     | 0        | 1     | 1        | 4.50     | 2.00    |
| 2021     | SD       | 12    | 0     | 0     | 0     | 0        | 2     | 2     | 0        | 1           | .500  | 48    | 10.2     | 11       | 3           | 3        | 0     | 0        | 13       | 2     | 0        | 8     | 6        | 5.06     | 1.31    |
| MLB：7年 | MLB：7年 | 243   | 0     | 0     | 0     | 0        | 23    | 13    | 28       | 59          | .639  | 933   | 227.1    | 171      | 26          | 86       | 3     | 5        | 279      | 18    | 5        | 88    | 84       | 3.33     | 1.13    |

- 2024年度シーズン終了時

### MLBポストシーズン投手成績
| 年 度     | 球 団     | シ リ ｜ ズ | 登 板 | 先 発 | 勝 利 | 敗 戦 | セ ｜ ブ | 打 者 | 投 球 回 | 被 安 打 | 被 本 塁 打 | 与 四 球 | 敬 遠 | 与 死 球 | 奪 三 振 | 暴 投 | ボ ｜ ク | 失 点 | 自 責 点 | 防 御 率 |
| --------- | --------- | ----------- | ----- | ----- | ----- | ----- | -------- | ----- | -------- | -------- | ----------- | -------- | ----- | -------- | -------- | ----- | -------- | ----- | -------- | -------- |
| 2015      | TEX       | ALDS        | 3     | 0     | 1     | 0     | 0        | 11    | 3.0      | 1        | 1           | 2        | 0     | 0        | 2        | 0     | 0        | 1     | 1        | 3.00     |
| 2016      | TEX       | ALDS        | 1     | 0     | 0     | 0     | 0        | 5     | 1.2      | 0        | 0           | 0        | 0     | 0        | 1        | 0     | 0        | 0     | 0        | 0.00     |
| 出場：2回 | 出場：2回 | 出場：2回   | 4     | 0     | 1     | 0     | 0        | 16    | 4.2      | 1        | 1           | 2        | 0     | 0        | 3        | 0     | 0        | 1     | 1        | 1.93     |

- 2024年度シーズン終了時

### 年度別守備成績
| 年 度 | 球 団 | 投手（P） | 投手（P） | 投手（P） | 投手（P） | 投手（P） | 投手（P） |
| 年 度 | 球 団 | 試 合     | 刺 殺     | 補 殺     | 失 策     | 併 殺     | 守 備 率  |
| ----- | ----- | --------- | --------- | --------- | --------- | --------- | --------- |
| 2015  | TEX   | 68        | 2         | 6         | 0         | 0         | 1.000     |
| 2016  | TEX   | 35        | 2         | 3         | 0         | 0         | 1.000     |
| 2017  | TEX   | 39        | 0         | 1         | 0         | 0         | 1.000     |
| 2018  | TEX   | 38        | 1         | 4         | 0         | 0         | 1.000     |
| 2018  | PIT   | 16        | 0         | 2         | 2         | 0         | .500      |
| '18計 | PIT   | 54        | 1         | 6         | 2         | 0         | .778      |
| 2019  | PIT   | 32        | 1         | 2         | 0         | 0         | 1.000     |
| 2020  | PIT   | 3         | 0         | 0         | 0         | 0         | ----      |
| 2021  | SD    | 12        | 1         | 0         | 0         | 0         | 1.000     |
| MLB   | MLB   | 243       | 7         | 18        | 2         | 0         | .926      |

- 2023年度シーズン終了時

### 背番号
- 50（2015年 - 2018年7月30日）
- 35（2018年8月3日 - 2020年）
- 27（2021年）
- 11（2023年 - 同年7月13日）